# Ана Монтейру
Ана Монтейру (порт. Ana Monteiro, 14 серпня 1993) — португальська плавчиня.
Учасниця Олімпійських Ігор 2020 року, де в півфіналі на дистанції 200 метрів батерфляєм посіла 11-те місце і не потрапила до фіналу.